# The Living Infinite
The Living Infinite är ett musikalbum från 2013 av Soilwork.

## Låtlista
CD1:
1. "Spectrum of Eternity"
2. "Memories Confined"
3. "This Momentary Bliss"
4. "Tongue"
5. "The Living Infinite I"
6. "Let the First Wave Rise"
7. "Vesta"
8. "Realm of the Wasted"
9. "The Windswept Mercy"
10. "Whispers and Lights"

CD2:
1. "Entering Aeons"
2. "Long Live the Misanthrope"
3. "Drowning With Silence"
4. "Antidotes in Passing"
5. "Leech"
6. "The Living Infinite II"
7. "Loyal Shadow"
8. "Rise Above the Sentiment"
9. "Parasite Blues"
10. "Owls Predict, Oracles Stand Guard"